# Sint-Jacobus de Meerderekerk (Zeeland)
De Sint-Jacobus de Meerderekerk is een kerkgebouw in Zeeland in de gemeente Maashorst in de Nederlandse provincie Noord-Brabant. De kerk staat aan de Kerkstraat 53 en achter de kerk aan de westzijde ligt het kerkhof. Voor de kerk ligt een pleintje waar ook de pastorie en een Heilig Hartbeeld staan.
De kerk is gewijd aan Jakobus de Meerdere.

## Geschiedenis
In de middeleeuwen werd er in Zeeland een kerk gebouwd.
In 1871-1872 werd er een nieuw kerkgebouw naar het ontwerp van architect C. van Dijk.
In 1914 werd het kerkgebouw uitgebreid naar het ontwerp van architect Hubert van Groenendael.
Op 7 november 1992 werd de kerk ingeschreven in het rijksmonumentenregister.

## Opbouw
De niet-georiënteerde bakstenen kerk is oost-west gepositioneerd en bestaat uit een kerktoren met naaldspits aan het oostelijk uiteinde, een driebeukig schip met drie traveeën in basilicale opstand, een pseudotransept van twee traveeën en een koor van drie traveeën met driezijdige koorsluiting. De kerktoren heeft overhoekse steunberen en vier geledingen met een ingesnoerde achtkantige spits tussen vier topgevels. Het schip, de viering en het koor worden gedekt door een samengesteld zadeldak. De transeptarmen hebben ieder twee topgevels en twee zadeldaken. Op de viering staat een naaldspits.